# Bustin' Out of L Seven
Ne doit pas être confondu avec Bustin' Out.
 (juin 2017).
Si vous disposez d'ouvrages ou d'articles de référence ou si vous connaissez des sites web de qualité traitant du thème abordé ici, merci de compléter l'article en donnant les références utiles à sa vérifiabilité et en les liant à la section « Notes et références ».
Albums de Rick James
Come Get It!
(1978) Fire It Up
(1979)
Singles
1. Bustin' Out
Sortie : 1979

Bustin' Out of L Seven est le deuxième album du chanteur, musicien et producteur de funk et de soul américain Rick James, sorti en 1979 sur le sous-label Motown Gordy Records.
L'album est réédité en CD, par la Motown, à partir de 1994.

## Liste des titres
Toutes les chansons sont écrites et composées par Rick James.
|       | 'Face A'                                            |      |
| A1.   | Bustin' Out (On Funk)                               | 5:23 |
| A2.   | High on Your Love Suite / One Mo Hit (Of Your Love) | 7:27 |
| A3.   | Love Interlude                                      | 1:53 |
| A4.   | Spacey Love                                         | 5:27 |
|       | 'Face B'                                            |      |
| B1.   | Cop 'n' Blow                                        | 5:06 |
| B2.   | Jefferson Ball                                      | 7:23 |
| B3.   | Fool on the Street                                  | 7:47 |
| 40:25 |                                                     |      |

| Titre bonus - Édition digitale | Titre bonus - Édition digitale | Titre bonus - Édition digitale | Titre bonus - Édition digitale | Titre bonus - Édition digitale | Titre bonus - Édition digitale | Titre bonus - Édition digitale | Titre bonus - Édition digitale | Titre bonus - Édition digitale | Titre bonus - Édition digitale |
| No                             | Titre                          | Durée                          |                                |                                |                                |                                |                                |                                |                                |
| ------------------------------ | ------------------------------ | ------------------------------ | ------------------------------ | ------------------------------ | ------------------------------ | ------------------------------ | ------------------------------ | ------------------------------ | ------------------------------ |
| 8.                             | Bustin' Out (12" Extended Mix) | 7:21                           |                                |                                |                                |                                |                                |                                |                                |
| 47:46                          |                                |                                |                                |                                |                                |                                |                                |                                |                                |

## Crédits
| - Rick James : chant, guitare acoustique, guitare à douze cordes, basse, claviers, percussions, Clavinet, congas, bongos, harmonica - Clarence Sims : Clavinet, percussions, chœurs, ARP Omni, Fender Rhodes, piano, clavecin - Levi Ruffin Jr. : claviers, percussions, synthétiseurs, ARP Omni, chœurs - Lanise Hughes : batterie, percussions - Al Szymanski : guitare électrique - Oscar Alston : basse - Fred Jackson : saxophone alto, piccolo - Randy Brecker : trompette - Ernie Fields, Michael Brecker : saxophone - Garnett Brown, Oscar Brashear, George Bohanon : trombones - Jackie Ruffin : tambourin, chœurs - Backing band : Stone City Band, The Colored Girls, The Brecker Brothers - Chœurs : Clydene Jackson, Julia Tillman Waters, Maxine Willard Waters, Teena Marie, The Colored Girls (Jackie Ruffin, Lisa Sarna) | - Production, mixage : Art Stewart, Rick James - Arrangements : Rick James, Peter Cardinali, Rick James - Mastering : Jo Hansch - Ingénierie : Art Stewart, Bob "Inky" Incorvaia, Carmine Rubino - Ingénierie (assistant) : Carla Bandini - Direction artistique : Norm Ung - Product Manager : Brenda M. Boyce - Photographie : Elliot Gilbert - Design : Denise Minobe, Joe Spencer - Illustration : Dave Mattingly |